# Theodor Keetman

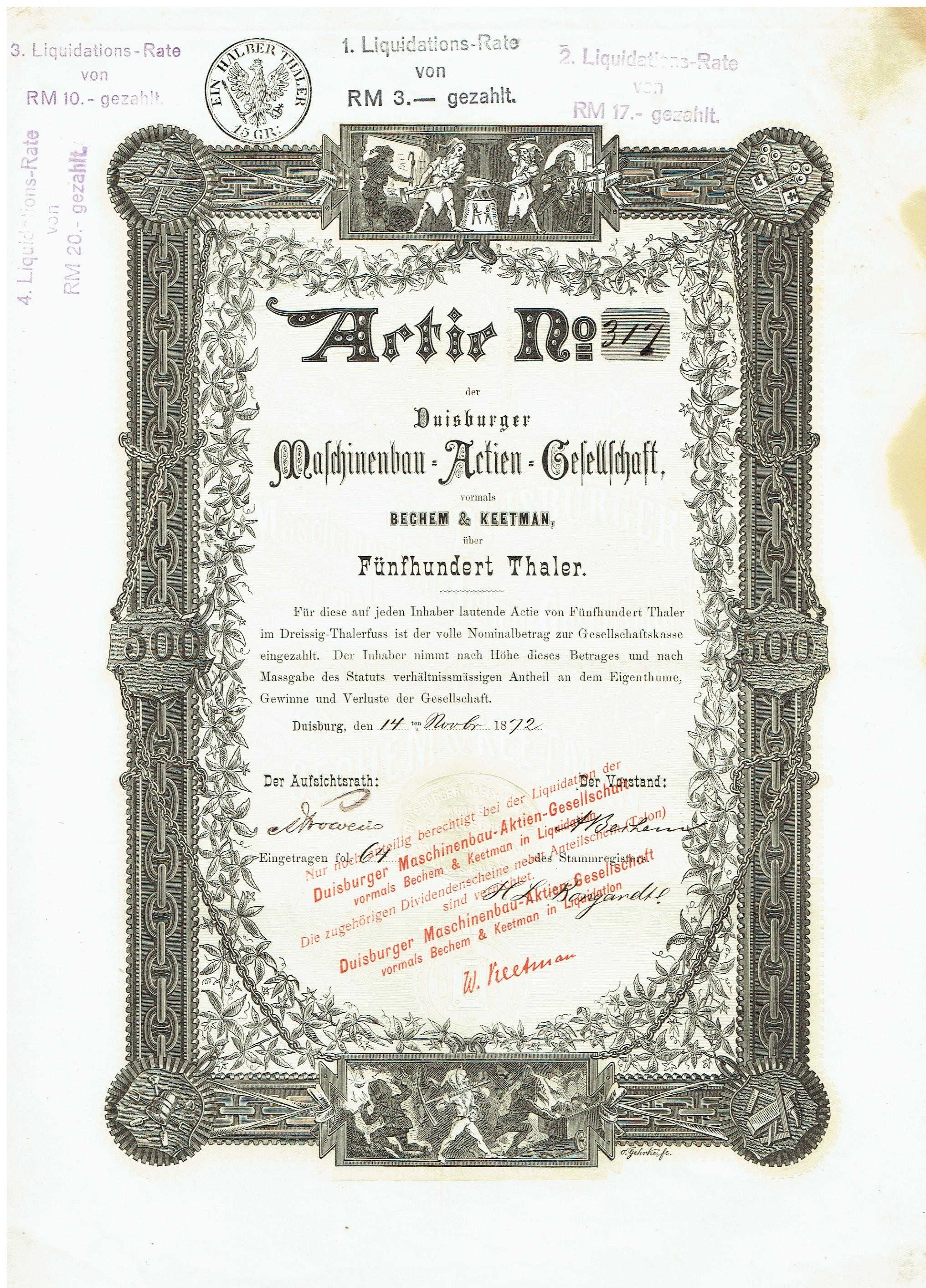
Aktie über 500 Taler der Duisburger Maschinenbau-AG vormals Bechem & Keetman vom 14. November 1872; mit eigenhändiger Unterschrift von Vorstand August Bechem

Theodor Keetman (* 12. Januar 1836 in Dierdorf; † 3. Juli 1907 in Duisburg) war ein deutscher Unternehmer.
Theodor war ein Sohn des Dierdorfer Pfarrers Wilhelm Keetman (1803–1876), eines jüngeren Bruders von Johann Keetman, und dessen Ehefrau Amalie (1809–1894), Tochter des Dierdorfer Superintendenten Friedrich Schild. Der Pfarrer Eduard Keetmann war sein Bruder.
Theodor Keetman machte eine kaufmännische Lehre auf der Rasselsteiner Hütte bei Neuwied, volontierte in der Bank eines Verwandten und begann dann in der Prinz-Leopold-Hütte bei Wesel, wo er den Ingenieur August Bechem kennenlernte. Beide wechselten zum Unternehmen Funcke & Elbers in Hagen.

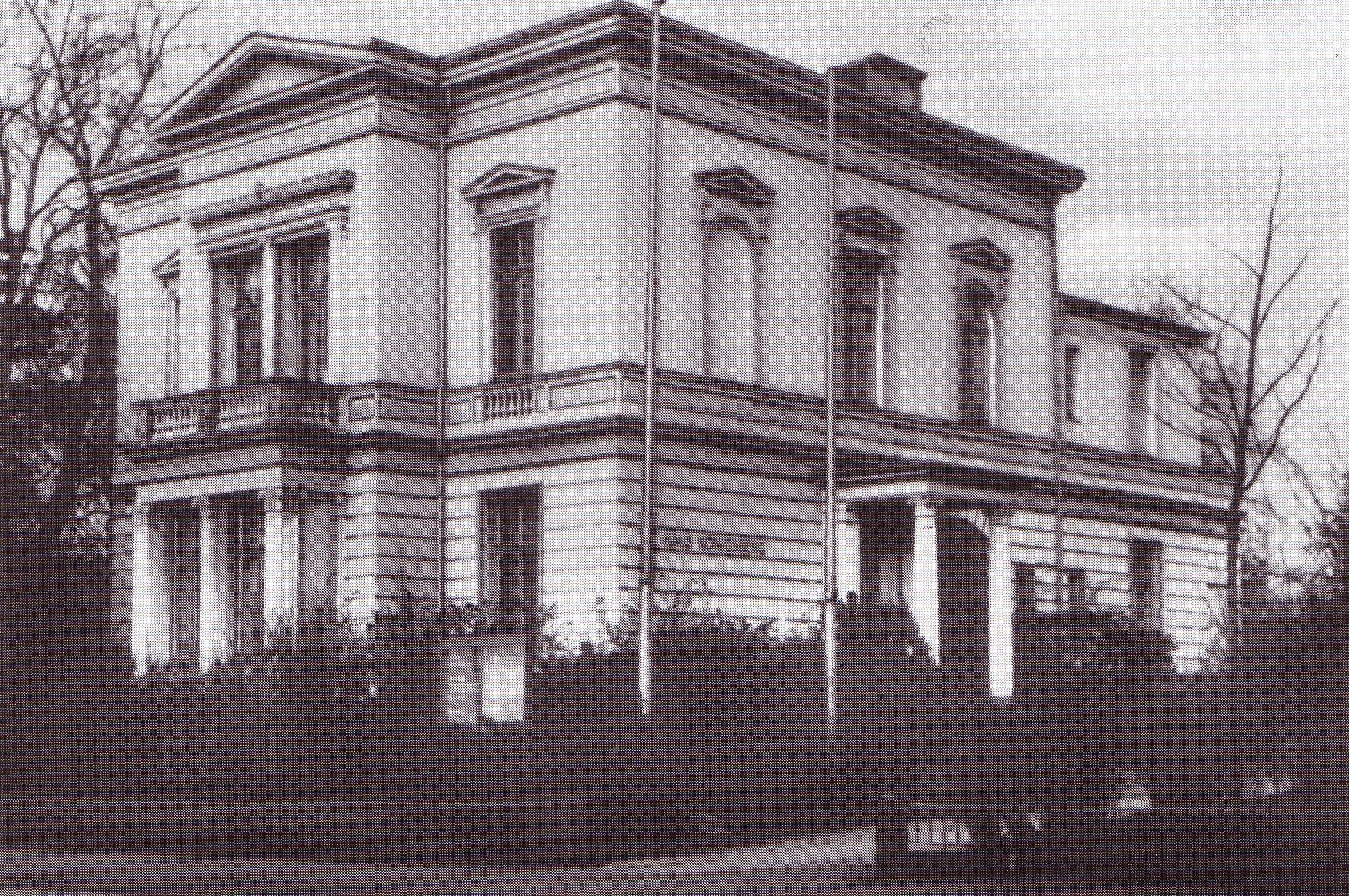
Keetmans spätklassizistische Villa, das spätere „Haus Königsberg“, gehört heute zu den bedeutendsten Baudenkmälern Duisburgs.

1862 erwarb er zusammen mit Bechem in Duisburg-Neudorf eine stillgelegte Maschinenfabrik zur Herstellung von Walzen, Winden und Ketten, in der er die kaufmännische Leitung übernahm. 1872 beschäftigten sie 200 Mitarbeiter, wandelten das Unternehmen in die Duisburger Maschinenbau-Aktiengesellschaft um und erwarben in Hochfeld ein weiteres Werk zur Herstellung von Hebezeugen und Schmiedestücken.
Infolge steigender russischer Nachfrage gründeten sie 1897 die Jekaterinoslawer Maschinenbau AG.
Er beteiligte sich an zahlreichen Unternehmen, wie 1882 an der Casseler Waggonfabrik Wegmann, Harkort & Cie., ab 1884 an der Niederrheinischen Hütte in Hochfeld, der Central-Aktiengesellschaft für Tauerei und Schleppschiffahrt in Ruhrort sowie den kolonialen Gründungen Siedlungsgesellschaft für Deutsch-Südwest-Afrika und dem Rheinisch-Bornesischen Handelsverein zu Barmen.
Nach seinem Tod fusionierte sein Unternehmen 1910 mit zwei weiteren zur Demag.
Keetman heiratete 1865 August Bechems Schwester Julie, mit der er einen Sohn (Wilhelm Keetman (* 1866), Vorstandsmitglied der Duisburger Maschinenbau AG) und eine Tochter bekam. Als seine Frau 1876 starb, heiratete er im gleichen Jahr in zweiter Ehe Bechems Witwe, die Pfarrerstochter Ottilie Bechem geb. Wortmann. Aus dieser Ehe gingen zwei Töchter hervor.
Keetman war Mitglied der der Duisburger Stadtverordnetenversammlung und hatte das Amt eines Beigeordneten inne. 1906 wurde ihm der Ehrentitel Geheimer Kommerzienrat verliehen. Nach ihm wurde die Keetmanstraße in Duisburg-Duissern benannt.